# 急性心包炎
急性心包炎（acute pericarditis）是各种原因引起以急性渗出为主的心包脏层和壁层的急性炎症。通常，急性是持续时间不超过4至6週。急性心包炎根据渗出的主要成分可分为浆液性、纤维蛋白性、化脓性和出血性心包炎。
由于心包脏层即为心外膜，所以也称急性心外膜炎（acute epicarditis）。心外膜的炎症时常波及其下的心肌，如果其下的心肌明显受累时，则称急性心肌心包炎（acute myopericarditis）。此外，若心包的炎症明显累及心脏周围组织，则称急性纵隔心包炎（acute mediastinopericarditis）。

## 病因与流行病学
患病率不高，大约占住院患者的1‰，占急诊就诊的非心（肌）源性胸痛患者的5％。绝大多数心包炎无法根据病变特征做出病因学诊断，而且，受现有的病因学检查水平的限制，很多患者无法获得病因学诊断。对于能明确病因学诊断的急性心包炎，随着时间推移，过去常见的风湿热、结核性、细菌感染性心包炎已趋于少见，目前以病毒感染、心肌梗死性、尿毒症性、肿瘤性相对多见。
- 非特异性/特发性
- 感染性：病毒、立克次体、细菌、真菌、寄生虫等。
- 异常免疫反应：风湿热、系统性红斑狼疮、类风湿关节炎、心肌梗死后综合征、心包切开后综合征、过敏性等。
- 邻近器官疾病：急性心肌梗死、肺梗死、胸膜炎、主动脉夹层等。
- 止血机制障碍：使用抗凝药。
- 肿瘤性：原发或继发。
- 代谢性疾病：尿毒症、痛风等。
- 物理因素：外伤、放射性。

## 病理
通常均为渗出性炎症，根据渗出的主要成分分类：

### 浆液性心包炎
多见于自體免疫性疾病、尿毒症、肿瘤、病毒感染。
- 大体观：心包腔内见浆液性渗出液，故又名湿性心包炎。
- 镜下观：脏壁两层心包血管扩张、充血，可见少量炎症细胞浸润，心包腔内的渗出液中有大量蛋白，可见少量炎症细胞、纤维素。

### 纤维素性及浆液纤维素性心包炎
此型最多见。结核、自體免疫性疾病、急性心肌梗死、心肌梗死后综合征、外伤、放射均可引起。
- 大体观：纤维素性心包炎，心包脏、壁两层的心包腔面被一层粗糙的黄白色绒毛覆盖（实质是渗出的纤维素在心包腔内因心脏运动而被牵拉），故又名绒毛心、干性心包炎。浆液纤维素性心包炎的心包腔内，除了绒毛心改变外，还存在黄白色（含纤维素和白细胞）或血性浓稠渗出液。
- 镜下观：脏壁两层心包充血、水肿，少量中性粒细胞浸润；心包腔面可见纤维素性渗出物，夹杂着少量炎症细胞和变性坏死的间皮细胞。
- 转归：渗出物可以完全吸收；如果渗出物不能完全吸收，则转变为慢性心包炎；渗出物机化可引起粘连。

### 化脓性心包炎
多为化脓菌感染所致。
- 大体观：心包腔内聚积脓性分泌物，脓性分泌物可以很稀薄，此时称为心包积脓（pyopericardium）；也可以混杂纤维素，此时心包脏、壁两层的心包腔面被覆纤维素性脓性渗出物，常呈灰绿色泥膏样；如果纤维素量较多，可称为纤维素性脓性心包炎。
- 镜下观：脏壁两层心包充血、水肿，大量中性粒细胞浸润；心包腔面可见纤维素网网罗大量中性粒细胞和脓细胞。
- 转归：因炎症反应剧烈，很少能够完全吸收，常常出现机化，进而发展为缩窄性心包炎。

### 出血性心包炎
见于结核、肿瘤、外伤、手术创伤等。在纤维素性和/或化脓性心包炎基础上混杂较多红细胞。

### 干酪样心包炎
少见，病因基本上为结核性心包炎，偶有真菌性心包炎有类似表现。

## 病理生理
- 胸痛的机制：心包脏、壁两层的内表面并无痛觉神经，在第5、6肋间水平以下的心包壁层外表面有膈神经的痛觉神经分布，因此，当病变蔓延到这部分心包，或者波及临近的胸膜、纵隔或横膈时，才出现疼痛。从胸痛形成机制可以看出，急性心包炎胸痛的定位特点与心肌缺血、心肌梗死的胸痛相似；此外，当心包炎波及胸膜时，胸痛就具有呼吸运动相关性，这和胸膜性胸痛相同。支配斜方肌的膈神经经过心包，心包炎症时可以刺激膈神经，引起斜方肌的放射痛。
- 当心包腔内液体过多，可导致心包腔内压上升，引起心脏受压，降低心脏的顺应性，使得心室舒张期充盈受损、心搏量下降。机体的代偿机制包括升高外周静脉压以增加心室充盈；增加心肌收缩力以提高射血分数；增加心率以维持心输出量；提高外周动脉阻力以维持血压。如果心包腔内液体继续增加，最终将导致代偿机制衰竭，此时，外周静脉压无法抗衡心包腔内压；射血分数下降；过快的心率使得心室舒张期过短，无法维持心输出量；外周动脉阻力已到极限。最终，心输出量下降、血压降低、循环衰竭而致休克。此即为心脏压塞或心包填塞（cardiac tamponade）。由于形成代偿机制需要时间，因此，短期内少量液体（如150mL）的积聚即可引起急性心脏压塞，而长期缓慢的液体积聚，由于代偿充分，即使大量液体（如1500mL）也未必引起心脏压塞。包裹性的心包积液，可以引起局限于左心或右心的压塞。

## 临床表现

### 胸痛
有可能与心肌梗死的胸痛相似。发展较慢时，如结核性或肿瘤性，胸痛可不明显。
- 位置：心前区，可放射到颈部、左肩、左臂、左肩胛骨、上腹部。如果放射至一侧或两侧斜方肌，则极具特征性，但这种情况非常少见。
- 性质：尖锐或刀割样，与呼吸运动有关；或呈钝痛、压榨样。
- 影响因素：卧位（尤其是左侧卧位或抬腿）、体位改变或吞咽时可加重；坐位或前倾位时减轻。

### 心包摩擦音
此为典型体征，可依此诊断心包炎。在干性心包炎阶段容易出现，随着心包积液增多，心包脏、壁两层逐渐分开，心包摩擦音可消失，除非存在心包粘连。
- 位置：多位于心前区，以胸骨左缘第3、4肋间、胸骨下部和剑突附近明显。
- 时相：与心脏跳动相关。由心房收缩期、心室收缩期和心室舒张期三个成分构成，但多数只能听到后两个成分，因而呈双相性。在心包摩擦音这个体征出现的早期或末期，有可能只能闻及心室收缩期单一时相的心包摩擦音，可能会误为心脏杂音。偶有只在心室舒张期出现的心包摩擦音。
- 性质：粗糙的搔刮样，与心音无相关性，往往盖过心音。心包摩擦音容易变化，应该多次听诊，尤其是听诊未闻及时，或许次日听诊就能发现。
- 影响因素：坐位前倾、深吸气或将听诊器胸件加压后更容易听到。

### 心包积液的体征
- 视诊：心尖搏动减弱、消失或出现于心界左缘内侧。
- 触诊：心尖搏动减弱、消失或出现于心界左缘内侧。
- 叩诊：心界向两侧扩大，相对浊音区消失，坐位时心尖区部增宽，卧位时心底部增宽。
- 听诊：心率快，心音遥远。少数患者可有心包叩击音。

### 心脏压塞相关表现
- 急性心脏压塞：心动过速、血压下降、脉压差变小、静脉压升高、休克。
- 亚急性或慢性心脏压塞：静脉压升高、颈静脉怒张（尤其是吸气时，又称Kussmaul征）、体循环淤血相关表现。

### 压迫临近器官相关表现
- 呼吸困难、被迫前倾位：提示肺、支气管、气管和大血管受压。
- 咳嗽、声音嘶哑：可见于气管受压。
- 吞咽困难：见于食管受压。
- Ewart征：左肩胛下区触觉语颤增强、叩诊浊音并可闻及支气管肺泡呼吸音，反映左肺受压后出现下叶不张。

### 全身表现
畏寒、发热、乏力、纳差等，通常与原发病无法区分。

### 复发性心包炎
患病率尚缺大规模的流行病学研究资料，估计在24％左右。由于其对糖皮质激素等免疫抑制药反应良好，因此推测发病机制可能涉及自體免疫。暂未发现化脓性、结核性、肿瘤性病因可导致复发性心包炎。按复发时间，可分为两种类型：
- 持续型：停用抗炎药后的6周内就出现复发。接受糖皮质激素治疗的患者似乎多为此型。
- 间断型：停用抗炎药后，患者有超过6周的完全缓解期。

复发时与急性心包炎相似。虽然病情反复，但局部并发症，如限制性心包炎、心脏压塞、心肌疾病少见，对身体的影响似乎只是降低生活质量。

## 辅助检查

### 胸片
心包积液超过一定程度（成人＞250ml，儿童＞150ml），则可见心影向两侧扩大，并随体位改变而移动；如肺部无明显淤血征象，则可与心力衰竭相鉴别。
对于急性心脏压塞，心包积液的量常常不足以引起胸片中的心影改变，应予注意。
此外，胸片还能为肺结核、胸腔恶性肿瘤提供线索。

### 心电图

#### 反映心外膜下心肌受累的心电图改变
约60％～80％的病例可出现心电图改变，多在胸痛后数小时至数日内出现。典型演变分四个阶段。
- 广泛ST段抬高：见于所有常规导联（aVR、V1导联除外），呈凹面向上（弓背向下）型；aVR导联，有时还包括V1导联，出现ST段压低。有时仅局限于肢体导联，尤其是Ⅰ、Ⅱ、Ⅲ导联。相对部位的导联无ST段压低的现象，无病理性Q波，可与急性心肌梗死鉴别。ST段改变反映心外膜下心肌损伤。此期还可见到广泛PR段压低（除aVR和V1导联外），尤其是V5和V6导联；aVR导联，有时还包括V1导联，出现PR段抬高。PR段改变反映心外膜下心房肌的损伤。
- 数日后，ST段、PR段回到基线，广泛导联出现T波低平。T波改变反映心外膜下心肌复极化延迟。
- 广泛T波倒置（aVR导联除外）并达到最大深度，持续数周至数月。ST段恢复后才出现T波倒置，可借此与急性心肌梗死鉴别。
- T波恢复直立。少数T波异常可长期存在。

不典型时，可能的情况包括：
- 仅部分导联出现上述演变。
- 仅为ST段改变。
- 仅为T波改变。

#### 反映心包积液的心电图改变
- QRS波低电压：反映心包积液的短路作用；如果心包积液不明显，或者抽取心包积液后仍存在低电压，则反映纤维素的绝缘作用和周围组织的水肿。
- 同时存在于P波、QRS波、T波的电交替：心脏收缩时有一种螺旋形摆动的倾向，大量心包积液时，心脏的这种倾向无法得到心包的约束，摆动幅度加大，从而引起电轴的交替变化。

#### 其它
- 心律失常：多为窦性心动过速。原发病本身可能导致一些形式的心律失常，如心肌梗死可引起束支传导阻滞等。

### 超声心动图
心包积液超过50mL时，超声检查即可见到液性暗区，可明确诊断心包积液。对于局限性积液，可能需行经食管超声心动图方能发现。舒张末期右房塌陷和舒张期右室游离壁塌陷，对诊断心脏压塞非常有价值。左房塌陷虽不常见，但极具特异性。新现的局灶或弥漫心肌运动减弱，则提示存在急性心肌心包炎。
由于超声心动图检查方便、快捷、可以床边进行且对诊断心包积液的灵敏度、特异性良好，因此，疑有心包积液的情况下，如无紧急情况，均应常规进行超声心动图检查，必要时还应动态监测。

### CT
在检测心包增厚上优于超声心动图。正常心包厚度≤4mm，一般在1～2mm；当心包厚度＞5mm时即可诊断心包增厚。不过，存在心包增厚不等于存在心包炎。
在检测局限性积液、心包肿物上优于超声心动图。

### 磁共振
可清晰显示心包积液的量和分布情况，并可借助信号特点协助判断积液性质。增强扫描显示发炎的心包出现延迟增强；此外，还能显示受累的心肌，有助于心肌心包炎的诊断。

### 心导管术
有助于与心肌缺血鉴别。此外，应用心导管术时患者常常合并使用抗凝药，有创的心导管术有导致医源性出血性心包炎的可能性，因此，熟悉心包积液在心导管术中的表现很有意义。

### 心包穿刺术
- 可抽取心包积液行相关检查，协助明确病因，例如，ADA≥30U/L是诊断结核性心包炎的特异性指标。
- 能减轻心包积液对心脏及周围组织的压迫，必要时可注入药物治疗。

由于本操作存在一定风险，因此主要在原因未明及心脏压塞时使用。超声引导下操作有助于提高成功率，并降低风险。

### 心包镜和心包活检
可在病因未明时加以考虑。

### 血液检查
- 炎症标志物，如WBC、ESR、CRP可升高。
- 心肌损伤标志物：肌钙蛋白可有轻微升高，通常在1～2周内恢复正常。肌钙蛋白的升高可能反映了心肌受累，不过，这种升高与预后没有关联。CK一般无显著升高，除非出现了心肌心包炎。
- 其它的血液检查可为病因诊断提供线索或依据。

## 诊断
- 疑似急性心包炎：有胸痛，或心包积液相关临床表现，特别是在容易并发心包炎的疾病过程中。异常心电图等可以提供心包炎的线索。
- 确诊急性心包炎：心包摩擦音、超声心动图、CT、MRI、心包穿刺等可以确诊。
- 明确病因：常见病因的比较请见下表

|                      | 急性非特异性                                 | 化脓性                 | 结核性                                     | 肿瘤性                               | 心脏损伤后综合征                                       | 风湿性                 |
| -------------------- | -------------------------------------------- | ---------------------- | ------------------------------------------ | ------------------------------------ | ------------------------------------------------------ | ---------------------- |
| 病史                 | 发病前数日常有上呼吸道感染，起病较急，常反复 | 原发感染灶及败血症表现 | 原发性结核病灶表现，可与其它浆膜腔结核并存 | 多为转移性肿瘤，可见于淋巴瘤及白血病 | 有心肌梗死、心脏创伤、心脏手术等心脏损伤史，可反复发作 | 风湿热全心炎的一部分   |
| 胸痛                 | 常剧烈                                       | 常有                   | 常无                                       | 常无                                 | 常有                                                   | 常有                   |
| 发热                 | 持续发热，为稽留热或驰张热                   | 高热                   | 常无                                       | 常无                                 | 常有                                                   | 多为不规则的轻～中度热 |
| 心包摩擦音           | 明显，出现早                                 | 常有                   | 有                                         | 少有                                 | 少有                                                   | 常有                   |
| 血WBC                | 正常或增高                                   | 明显增高               | 正常或稍高                                 | 正常或稍高                           | 正常或稍高                                             | 中度增高               |
| 血培养               | 阴性                                         | 可阳性                 | 阴性                                       | 阴性                                 | 阴性                                                   | 阴性                   |
| 心包积液量           | 较少                                         | 较多                   | 常大量                                     | 大量                                 | 一般中量                                               | 较少                   |
| 心包积液性质         | 草黄色或血性                                 | 脓性                   | 多为血性                                   | 多为血性                             | 常为浆液性                                             | 多为草绿色             |
| 心包积液常规         | 淋巴细胞为主                                 | 中性粒细胞为主         | 淋巴细胞为主                               | 淋巴细胞为主                         | 淋巴细胞为主                                           | 中性粒细胞为主         |
| 心包积液微生物学检查 | 无                                           | 能找到化脓菌           | 可能找到结核杆菌                           | 无                                   | 无                                                     | 无                     |
| 主要治疗             | 非甾体类抗炎药                               | 敏感抗生素及心包切开   | 抗结核治疗                                 | 抗肿瘤治疗，心包穿刺                 | 糖皮质激素                                             | 抗风湿                 |

## 鉴别诊断
- 心绞痛：多见于存在心血管事件高危因素的人群，其胸痛不受呼吸、体位影响，一般不超过半小时，硝酸甘油治疗有效。心肌损伤标志物正常。
- 急性心肌梗死：多见于存在心血管事件高危因素的人群，其胸痛不受呼吸、体位影响，心电图提示梗死部位对应导联及对称导联存在动态变化，且心电图改变的顺序通常是T波改变在ST段改变之前。心肌损伤标志物存在动态变化；急性心包炎时如果出现心肌损伤标志物升高的话，也仅仅是轻度升高，这与其广泛ST段改变是不相称的。
- 主动脉夹层
- 肺栓塞
- 急腹症
- 早期复极综合征：广泛导联ST段抬高，尤其是左胸导联，可能与急性心包炎的广泛ST段抬高混淆。早期复极综合征的T波高耸，而急性心包炎在ST段抬高的阶段，T波通常正常，ST段回到基线后，T波变平甚至倒置。

## 治疗
- 一般治疗：卧床休息，心包积液量较大者应予监护。抗凝药可诱发心包内出血，引起急性心脏压塞，因此，使用抗凝药前需权衡利弊，例如，急性冠脉综合征应用抗凝药就是利大于弊。
- 治疗原发病。
- 胸痛的对症处理：可予非甾体类抗炎药，除了镇痛作用外，还可抑制心包的炎症反应。在未完全排除心肌缺血或梗死性胸痛时，阿司匹林是最佳选择，因其既能起抗炎镇痛作用，又能起抗血小板作用；吲哚美辛可能导致冠脉血流量下降，应避免使用。由于非甾体类抗炎药用量通常较大，胃黏膜保护药应常规给予。特发性或病毒性心包炎对非甾体类抗炎药反应较好，对于大剂量非甾体类抗炎药治疗1周疗效不佳者，应注意其它病因的可能性。非甾体类抗炎药无法镇痛时，可予吗啡类镇痛药。COPE试验（COlchicine for acute PEricarditis）证实小剂量秋水仙碱对镇痛及控制心包炎症、减少复发有效；在大剂量非甾体类抗炎药治疗1周无效后可以联合使用，副作用包括：腹泻、肝毒性、骨髓抑制、药物相互作用；对肾功能不全、肝功能不全、造血系统疾病、胃肠功能紊乱者应慎用或不用。
- 糖皮质激素的使用：作为对症治疗的手段，绝大多数急性心包炎对糖皮质激素很敏感，治疗数日内即见明显效果。然而，多项研究发现，早期使用糖皮质激素容易增加反复的风险。一般建议在大剂量非甾体类抗炎药无效时再使用糖皮质激素，除非是心包炎的病因是异常免疫反应或尿毒症引起的。激素减量宜慢，以减少反跳的可能。心包内注射糖皮质激素亦可收到良好效果，同时减轻全身副作用，然而，此举属于有创性操作，在临床应用有限。
- 心包积液的对症处理：可考虑心包穿刺置管引流。对采取保守治疗的患者，应认真观察病情变化，因为部分患者会突然出现心脏压塞。对化脓性心包炎应反复心包穿刺抽脓，并注入敏感抗生素，或考虑心包切开。对于外伤或病因不清的心包积液，应考虑外科手术治疗。
- 急性心脏压塞的处理：
  - 监护，尽快完成超声心动图，除非患者的病情已不允许。
  - 稳定生命体征：可予晶体或胶体扩容，提高静脉压力以其提高心脏充盈量。强心药的效用存在争议。应避免正压通气，因为此举会增加胸腔内压，加重心脏压塞。
  - 在扩容的同时，积极准备心包穿刺。
- 复发性心包炎的治疗：如果能发现病因，则针对病因治疗。大部分患者无法明确病因，只能实施对症治疗。首选大剂量非甾体类抗炎药，如阿司匹林 0.65 Q4～6h。COPE研究显示秋水仙碱有助减少复发，疗程应持续至少1年。由于糖皮质激素有增加复发的风险，因此，只有在非甾体类抗炎药和秋水仙碱无效或不宜使用，或者确定存在异常免疫的情况下使用。接受糖皮质激素后，缓慢减量有助于减少复发；此外，加用大剂量非甾体类抗炎药也可减少激素减量过程中的反复。有少数研究显示，大剂量糖皮质激素冲击之后似乎有助于减少复发。药物治疗无效者可考虑心包切除。